# Азизов, Мамед Саат оглы
Мамед Саат оглы Азизов (азерб. Məhəmməd Saat oğlu Əzizov; 1911, Дерекенд, Бакинская губерния — 3 августа 1973, там же) — советский азербайджанский агроном, Герой Социалистического Труда (1948).

## Биография
Родился в 1911 году в селе Дерекенд Шемахинского уезда Бакинской губернии (ныне Гобустанский район Азербайджана).
С 1935 года работал в сфере сельского хозяйства. В 1938—1964 годах бухгалтер и председатель колхоза имени Тельмана (бывший имени Ворошилова) Шемахинского района. В 1947 году получил урожай пшеницы 30,49 центнера с гектара на площади 45 гектаров.
С 1964 года на пенсии.
Указом Президиума Верховного Совета СССР от 10 марта 1948 года за получение высоких урожаев пшеницы при выполнении колхозом обязательных поставок и натуроплаты за работу МТС в 1947 году и обеспеченности семенами зерновых культур для весеннего сева 1948 года, Азизову Мамеду Саат оглы присвоено звание Героя Социалистического Труда с вручением ордена Ленина и золотой медали «Серп и Молот».
Активно участвовал в политической жизни Азербайджана. Член КПСС с 1946 года.
Скончался 3 августа 1973 года.